# Sociedad de Educación Pardada Pardadi
La Sociedad de Educación Pardada Pardadi (Pardada Pardadi Educational Society) es una organización no gubernamental en Anoopshahr, distrito Bulandshahr, Uttar Pradesh, India. Se dedica al apoyo académico, económico, y social de niñas y mujeres de bajo nivel económico. 
Pardada Pardadi significa "bisabuelos" y la frase Pardada Pardadi se usa como analogía para la sabiduría y educación de los antepasados indios, que ayuda a crecer al individuo.